# Olpiseius
Olpiseius es un género de ácaros perteneciente a la familia  Phytoseiidae.

## Especies
El género contiene las siguientes especies:
- Olpiseius djarradjin Beard, 2001
- Olpiseius noncollyerae (Schicha, 1987)
- Olpiseius perthae (McMurtry & Schicha, 1987)